# Darwinopterus
Darwinopterus es un género extinto de pterosaurio, descubierto en China y nombrado en honor a Charles Darwin. Se le conoce por entre 30 y 40 especímenes fósiles, todos recogidos en la formación Tiaojishan, que data del Jurásico medio.

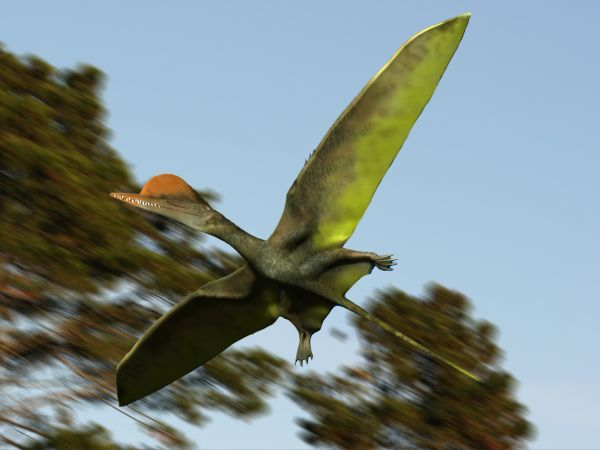
Reconstrucción de un D. modularis

La especie tipo presenta rasgos de ambos tipos principales de pterosaurios, los de cola larga (Rhamphorhynchoidea) y los de cola corta (Pterodactyloidea), y se ha descrito como un fósil de transición entre ambos grupos. Posteriormente se han descrito dos nuevas especies encontradas en la misma zona.
El holotipo, ZMNH M8782, es un espécimen bastante bien conservado al que le faltan partes importantes de algunas extremidades.
Este género presentaba dimorfismo sexual. Las hembras carecen de cresta y sus caderas son más anchas que las de los machos
Las cuatro especies se distinguen principalmente por la forma de la cresta y el tipo de dientes, pues parece que cada una de ellas se especializó en una dieta diferente.